# Silvana Cardoso
Silvana Cardoso é uma dinamista dos fluidos portuguesa a trabalhar na Grã-Bretanha. Ela é professora de Mecânica dos Fluidos e Meio Ambiente na Universidade de Cambridge e bolsista do Pembroke College, em Cambridge. Ela lidera o grupo de pesquisa Fluidos e Meio Ambiente no Departamento de Engenharia Química e Biotecnologia.
Ela está no International Advisory Panel do jornal Chemical Engineering Science e no Editorial Board do Chemical Engineering Journal.
Em 2016 recebeu a medalha Davidson do Institution of Chemical Engineers (IChemE).
O recente interesse da imprensa no seu trabalho incluiu artigos sobre se as reações geoquímicas naturais podem atrasar ou prevenir a propagação de dióxido de carbono em aquíferos subterrâneos usados para captura e armazenamento de carbono, o possível derretimento de depósitos oceânicos de hidrato de metano devido às mudanças climáticas, e a importância para a astrobiologia das brinículas na lua de Júpiter Europa.